# Наталія Влахович
Наталія (Наташа) Влахович-Чулкович (серб. Наталија (Наташа) Влаховић-Чуљковић; нар. 10 березня 1968 року, м. Белград, СФРЮ) — югославська та сербська акторка.
Закінчила Факультет драматичного мистецтва в Белграді.

## Із життєпису
В шестирічному віці вперше знялася в мелодрамі режисера Драгослава Ілича «Vagon li», поряд з відомою акторкою Божидаркою Фрайт. Згодом знімалась у фільмах та серіалах, з 1993 року грала театральні ролі.
В 1990 році вийшла заміж за бізнесмена Мілоша Чулковича, який загинув в автокатастрофі у 1998 році. Після його смерти, Наташа припинила акторську діяльність на 15 років, повернувшись до кіноіндустрії тільки у 2013 році. Має доньку, народжену в шлюбі з Чулковичем.
З 1990 до 2009 року була власницею югославського клубу «Боян Ступица» (серб. Bojan Stupica), де, разом з драматургом Драганом Бошковичем (серб. Dragan Bošković), організовувала проведення культурно-мистецьких заходів, покликаних на просування сербських митців. Разом з померлим чоловіком була жертводавцем одного з монастирів.
Після повернення, знімалася у серіалах «Військова академія», «Одружений» (обидва — 2013 р.) та «Ургентний центр» (2014 р.).

## Телебачення
- Щасливі люди (1992)
- Військова академія (2016)